# Valer-Daniel Breaz
Valer-Daniel Breaz, cunoscut mai ales ca Daniel Breaz (n. 23 martie 1975

), este un matematician, profesor universitar, rector al Universității „1 Decembrie 1918” din Alba Iulia, senator român (ales în 2016 pentru un mandat de patru ani, 2016 - 2020) și fostul ministru al culturii din România.
La data de 21 noiembrie 2018 a fost confirmat ca Ministru al culturii din România, înlocuindu-l pe George Ivașcu, care fusese ministrul anterior al culturii. Între 5 august și 19 septembrie 2019 a asigurat și interimatul ministerului educației, după ce fostul ministru Ecaterina Andronescu a fost revocat.

## Activitate politică
În cadrul activității sale parlamentare, Valer-Daniel Breaz este membru în grupurile parlamentare de prietenie cu Marele Ducat de Luxemburg, Republica Sudan, Republica Coasta de Fildeș și Republica Federativă a Braziliei.

## Ministru al Educației
- 2 august 2019 - devine Ministru al Educației
- 2 august 2019 - 4 noiembrie 2019: Ministru interimar al educației, înlocuind-o pe Ecaterina Andronescu[3].